# Idel.Реалії
"Idel.Реалії" - російськомовне інтернет-видання Татаро-башкирської служби радіо "Свобода"  . Публікує новини регіонів Середнього та Нижнього Поволжя, колонки місцевих публіцистів та матеріали про права людини та проблеми етнічних меншин.

## Концепція
Згідно з сайтом видання, його місія «полягає в просуванні демократичних цінностей та інститутів, а також прав людини шляхом висвітлення та поширення новин там, де вільна преса заборонена владою або ще не вкоренилася»  .
Більшість матеріалів видання становлять регіональні новини. Основний фокус робиться на інфоприводи, пов'язані з правами людини, переслідуванням політичних, екологічних, етномовних та інших активістів локальними конфліктами. Сайт видання поділений на рубрики, присвячені регіонам Поволжя та прилеглих до нього територій: Татарстану, Башкортостану, Марій Ел, Мордовії, Удмуртії, Чувашії, а також Астраханській, Кіровській, Нижегородській, Оренбурзькій, Пьоренській, Оренбурзькій, Пьоренській, Оренбурзькій, Пьоренській, Оренбурзькій, Пьоренській, Пьоренській, Оренбурзькій, Пьоренській, Пьоренській, Оренбурзькій, Перенській кому краю .
В «Idel. Реаліях» також часто публікуються матеріали, пов'язані з тематикою етнічних меншин, корінних народів Поволжя та всієї Росії та їх мов. У рубриці «Думки» виходять статті колумністів. Також є окремі рубрики для відеосюжетів, зокрема випусків програми «Реальні люди». Для висвітлення національної політики та активізму в контексті Всеросійського перепису населення створено окрему рубрику «Перепис-2021».

## Редакція
Фізично офіс редакції «Idel.Реалій» розташований у штаб-квартирі РСЕ/РС у столиці Чехії Празі, проте значна частина авторів живе та працює в Росії та публікує новини своїх регіонів: Дмитро Любимов (Марій Ел), Сергій Барков та Катерина Маяковська (Самара) ), Тімер Акташ (Чувашія), Тодар Бактемір (Астрахань), Каріна Джамал (Татарстан), Зоя Симбірська (Ульяновськ), Артур Асаф'єв (Башкортостан) та інші.
Як колумністів «Idel.Реалій» виступають або раніше виступали засновник НОРМ Харун Сидоров, соціолог Іскандер Ясавєєв, громадський діяч Руслан Габбасов, історики Ільнур Гаріфуллін та Каміль Галєєв, правозахисник Булат Мухамеджанов, журналісти Андрій Григор'єв, Марина Юдкевич, Світлана Ніберляйн

## Історія
Татаро-башкирська служба радіо «Свобода» була створена 1953 року в Нью-Йорку за участю емігранта Ніяза Максуді . 1999 року в неї з'явився сайт «Азатлик», де публікувалися новини татарською мовою в текстовому форматі. 24 серпня 2016 року служба запустила паралельний проект російською мовою  . Його назва «Idel.Реалії» відсилає до татарської назви Волги ( тат. Идел ). Ще до запуску сайту експерти припускали, що він матиме «опозиційну спрямованість» і виявиться цікавим для «альтернативної точки зору»  .
Як і всі проекти РСЕ/РС, видання фінансується грантами американського Конгресу через Агентство США з глобальних медіа  . На цій підставі в грудні 2017 року Міністерство юстиції РФ включило "Idel.Реалії" до списку ЗМІ - "іноземних агентів"  . Редакція видання не погоджується з цим рішенням влади і продовжує боротьбу за відкликання цього статусу  .
У 2019 році стало відомо, що адміністрація Трампа планувала скоротити витрати на закордонне мовлення, закривши редакції « Азатлик радіоси » та «Idel.Реалії». Пізніше, однак, рішення було змінено, і обидва видання продовжують роботу до цього дня  .
3 грудня 2021 року Мін'юст Росії вніс журналістів видання Аліну Григор'єву, Андрія Григор'єва, Регіну Гімалову та Регіну Хісамову до списку фізичних осіб - " іноземних агентів "  .